# Эшборн (футбольный клуб)
«Эшборн» (нем. 1. FC Eschborn 1930 e.V.) — бывший футбольный клуб из одноименного города, расположенного в федеральной земле Гессен, Германия.

## История
Клуб был основан 10 сентября 1930 года, а своё современное название приобрел в 1950 году. До 2000-х годов команда имела любительский статус. Подняться на более высокий уровень команде помогли спонсорские действия турагента Михаэля Коппа. В 2003 году команде под руководством Али Марзпана, бывшего футболиста иранской сборной, после двух лет, проведенных в Оберлиге, удалось подняться в Региональную лигу. 
Оказавшаяся слишком слабой для турнира такого уровня команда завершила сезон на 17 месте и вернулась в Оберлигу. Через год, в 2005, «Эшборн» снова поднялся в Региональную лигу, но опять не смог в ней закрепиться из-за серьёзных финансовых затруднений и спортивных неудач. 
В январе 2006 года спонсорский контракт с клубом подписал российский бизнесмен Тофик Давыдов, запланировав полную перестройку клуба. Данный договор породил надежды на стабилизацию финансового положения «Эшборна», однако уже спустя несколько недель Давыдов отказался от своих обязательств после того, как президент клуба Карл Мюллер и вице-президент Маркус Бух ушли в отставку. 25 января в окружным судом Франкфурта был отклонен иск о признании банкротства «Эшборна». Далее последовало временное падение команды в Ландеслигу Гессен. 
С сезона 2008/2009 «Эшборн» выступал в Оберлиге.
30 июня 2016 года клуб был расформирован.